# 日産・R391
日産・R391は、日産がル・マン24時間レース参戦用に開発した後輪駆動のスポーツカー。クローズドカー（クーペ）であった先代のR390とは異なりオープンカー（ロードスター）である。シャシーはGフォース（現在はパノスに吸収）と日産の共同開発。エンジンはVRH50Aを搭載している。

## 前歴と開発
しばらくの間参加しなかった日産が1995年にル・マン24時間レースに復帰して以来、モータースポーツ部門のNISMOは徐々にクラスを駆け上がり、ついに最高峰の「ル・マン」プロトタイプに躍り出た。NISMOは1995年のNISMO GT-R LMを皮切りにル・マン出場マシンの開発を進め、1997年には公道走行可能な性能を維持しながら、プロトタイプに限りなく近づいた先進的なR390 GT1の開発に着手した。
しかし1998年シーズン終了後、R390 GT1では3位入賞が性能の限界であるとの結論に至っていた。さらに、1999年のGTの大幅なルール変更により、大手メーカーは本来のGTカーよりもプロトタイプのようなホモロゲーションの特殊車両を製造することができなくなった。これによりGT1クラスが事実上消滅するため、メルセデス・ベンツ、トヨタ、パノス、BMW、アウディはプロトタイプクラスに目を向けていた。このうちクローズドコックピット（GTP）を選択したのはメルセデス・ベンツ・CLR、トヨタ・GT-One、オープンコックピット（LMP）を選択したのはアウディ・R8、パノス・LMP-1、BMW・V12 LMRであった。日産もこのLMP選択の流れに乗って、R390 GT1設計の時点で一度断念していたオープンコックピットのルートを採用することにした。
ところがこの選択によって、昨年まで使用したR390の設計や、その元になったジャガー・XJR-15の設計を流用することができなくなった。そこで日産は、フランスを拠点とするGフォースにR391のシャシー開発を依頼した。アドバイザーを同社の代表者であるナイジェル・ストラウドが担当し、チーフデザイナーにはNISMOに在籍していた永島勉が携わった。また、日産は長年ポルシェと契約を結んで参加しているクラージュ・コンペティションともパートナーシップを結んだ。両社の契約の一環として、日産はR390 GT1由来のVRH35L 3.5L V8ターボエンジンをクラージュに提供し、クラージュからレースマシンに対する専門知識を得ることになった。また、日産はR391が機械的なトラブルに見舞われた場合に備えて信頼性を確保するため、自社チームのもとで走らせるためにクラージュ・C52を購入し、1999年のル・マン24時間レースがC52での初レースとなった。
こうして次のル・マン24時間レースに向けての開発が始まるものの、その開発時間は短かった。エンジンはレースの18か月前から開発された。エンジンの位置がより低くなったことでギアボックスの形状は変更されたが、R390 GT1に使ったものと同じもので日産が開発した6速シーケンシャルギアを採用している。ボディはルーフやドア、ウィンドウといったものがないオープンコックピットだったこともあって、それに関わる開発時間は省略できた。車両の組み立ては、40%のスケールモデルを使った風洞実験と並行して、10か月前の1998年8月よりフルスケールモデルの設計を始めた。大まかな形状は11月末に完成したが、空力上の変更を細部まで変更しながらアンダーボディのエンジニアリング上を仕上げる行程はレース当日まで続けられた。

## エンジンについて
R391では、日産は新規開発のエンジンを使用することを決定し、VRH35Lのようにターボチャージャーを使用しないことを選択した。その代わりに、市販車に搭載されていた自然吸気エンジンを改良したものが製造され、VRH50Aと名付けられた。5.0リッターの大型エンジンは、オリジナルであるVRH35Lの設計の利点を維持しながら、ターボラグによって生じる問題を避けることができた。
排気量が大きい自然吸気エンジンは長距離のレースにおいて優れたパフォーマンスを発揮でき、あらゆる状況でも一貫したラップタイムをより簡単に出せる。また、軽量化しやすいつくりであることから空力面においても優れている。
開発面においてもやはりパワーを重視し、それからドライバビリティの向上を目指してはいたが、エンジンに必要なのはあくまで優れた信頼性、運動性能、そして経済性であることを念頭に置いて開発されている。
このエンジンはVRH35Zをベースにしたものではなく、インフィニティQ45に搭載されていたエンジンと同じブロックを使って開発された。基本寸法とバンク角はQ45用のVH45DEと同じだが、シリンダーヘッドをアルミニウム合金、クランクシャフトを鍛造スチールで製造し、ブロック本体もアルミニウム合金を用いてより強固な構造で独自に鋳造され製造された。こうしてレースにおいて耐えうる構造へと再設計を施して生まれた。
またこのエンジンをベースにし、インディ・レーシング・リーグ（IRL）向けエンジンのVRH35Aを製造した。

## チーム
総監督は両大会において柿元邦彦が担当した。
ル・マン24時間レース
| 番号 | ドライバー名                                     | 国籍     |
| ---- | ------------------------------------------------ | -------- |
| 22   | 本山哲 (Satoshi Motoyama)                        | 日本     |
| 22   | ミハエル・クルム (Michael Krumm)                 | ドイツ   |
| 22   | エリック・コマス (Erik Comas)                    | フランス |
| 23   | 鈴木亜久里 (Aguri Suzuki)                        | 日本     |
| 23   | 影山正美 (Masami Kageyama)                       | 日本     |
| 23   | エリック・ヴァン・デ・ポール (Eric van de Poele) | ベルギー |

ル・マン富士1000kmレース
| 番号 | ドライバー名                  | 国籍     |
| ---- | ----------------------------- | -------- |
| 23   | 影山正美 (Masami Kageyama)    | 日本     |
| 23   | 本山哲 (Satoshi Motoyama)     | 日本     |
| 23   | エリック・コマス (Erik Comas) | フランス |

## 戦績

### ル・マン24時間レース

#### 予備予選
1999年のル・マン24時間レースでは、NISMOから2台のR391と、旧式のVRH35Lエンジンを搭載した3台目のクラージュ・C52を投入する計画を立てた。
5月1日の予備予選第1グループでは23号車が走ることになった。セッション序盤から各部の微調整し続けて、徐々にタイムを詰めた。セッション中盤には3分38秒ちょうどを記録した。しかし終盤になるとコースの一部に砂利やオイルがまき散らされてコンディションが悪かったため、その後のタイム更新はできなかった。6時間のセッションを終えて5番手のタイムで通過した。それでもドライバーのエリック・ヴァン・デ・ポールにとっては、レースに向けて自信を得ることができたと語っており、基本的なポテンシャルの高さと信頼性という面でも心配してはいなかった。
5月2日の予備予選第2グループでは21号車のC52と22号車のR391が出場した。22号車は本山哲が終始ドライブしながらセットアップを煮詰めていき、ピッチング対策としてダンパーの調整を行なうが、思うように好バランスは得られない状況だった。そのなかでもセッション中盤から終盤にかけてはタイムアタックを敢行し、3分36秒955を記録。その後さらにタイムを詰めようとセッション終盤にコースインしたが、スローカーに進路を阻まれてしまいタイムアップできず、8番手で予備予選を通過した。C52も12番手でゴールしたことで、NISMOは3台揃って本戦へと進むことができた。予備予選を終えて本山は、他車との相対的な比較ができたことによって課題点を明らかにできたと語った。

#### 最終テスト
最終テストは5月11日から14日まで、フランス南部のポール・リカール・サーキットで行われた。初日ではポール・リカール・サーキットに合わせた基本セッティングと、長さ1,800メートルのストレートエンドでの最高速度を上げるための空力関係の調整を行った。2日目以降はロングラン走行に移った。各車両は日を追う毎に完成度を増し、特にサスペンション、空力関係のセッティングに加え、重量バランスの再調整を終え、3日目には快調にロングラン走行が繰り返された。中でも22号車を操るエリック・コマスは、非常に速いタイムを連続して記録し安定した走りを見せた。続いてミハエル・クルムも、ロングラン走行中にベストタイムを記録した。このときR391はメルセデス・ベンツ、アウディ、BMWのエントリーを抑えて10番手と13番手のタイムを記録したが、パノスや最大のライバルであるトヨタには勝てなかった。さらに同日は2台の夜間走行が行われ、ライト類の調整も行われた。この最終テストでは、先のようにチーム編成が決定した。

#### 予選
予選1日目の6月9日、22号車にクルム、23号車にヴァン・デ・ポールが乗り込んだ。ところが、スタート後約40分経過したところで、23号車をドライブしていたヴァン・デ・ポールがテルトル・ルージュでクラッシュし、モノコックに穴が開くような修理できないほどのダメージを受けたことから、鈴木亜久里らとともに決勝への参加を断念することになった。このときヴァン・デ・ポールは脊椎を損傷したため病院に運ばれた。22号車及び21号車のC52は予選での走行を続け、最終的に22号車はクルムが3分40秒063を記録し、総合14位で予選1日目を終了した。
予選2日目となる6月10日、22号車にコマスが最初に乗り込み、上位では最初に1日目のタイムを更新する3分39秒135で12位に順位を上げる。そこから3分38秒458までタイムを縮めて、クルムにチェンジ。一時は10位まで順位を上げた。最終的には3分36秒043をマーク。2日目だけでは第7位の順位で最終的な総合順位は12位で終えた。 
取り敢えず予選では上位につけたものの、実際に出したタイムが想定よりも低かった。原因は吸気口の位置が低くすぎたことで、最適な吸気圧が得られなかったことだった。本来ならば決勝前にこれを改良したかったが、予備予選で発生したトラブルの対策に追われたことで対応できなかった。

#### 決勝
6月12日、9時30分からウォームアップ走行が行われ、コマスが3分39秒689で6位のタイムを記録した。総監督の柿本は「自分たちのペースを守ってある程度の順位をキープしていきたい」と方針を語った。残ったR391は事前にピット作業のシミュレーションを重ね、さらに給油時間を短縮するために燃料タンクの構造を工夫していたことにより作業時間を短縮できた。
16時にレースが開幕し、コマスが10位からスタートした。スタートから45分を経過した12周を終了した時点では、一度燃料給油をしたものの8位と健闘している。その後しばらくの流れも順調で、18時56分にクルムと交代した。一方で本山は冷静に状況を分析し、他のチームは予選と比べて決勝のタイムが遅いが、自チームは予選と決勝の差が少なく良い調子で無難に推移しているとコメントした。
20時45分頃、メルセデス・ベンツ・CLRが途中でクラッシュした影響でセーフティカーか導入された。解除される21時25分までの間にドライバーはクルムから再びコマスにチェンジし、4位に順位を上げた。公道区間の第1シケインで一度スピンしたが、問題なく走行を続けた。 
ドライバーが本山に代わった後、左のアンダートレイのワイヤーが切れたのでその場で修理し、コースに復帰した。ところが、スタートから8時間が経過する23時25分頃に、ミュルサンヌ・コーナーで突然エンジンがストップした。急いでポルシェコーナーまでマシンを移動し、約1時間に渡る無線交信を交え、現場で修理を試みた。原因はエンジンの電気系統のトラブルだった。日産は24時46分に修理不可能と判断し、わずか110周を走ったところでリタイアした。
その後、日産側に残ったC52はレースを生き残り、総合8位でフィニッシュすることができた。しかし、旧式のV8ターボを駆使したクラージュ・コンペティションは、ファクトリー勢を8周上回る総合6位でフィニッシュした。
柿元はこの大会のまとめとして、クラス変更自体は間違っていなかったが、走り込みを始めたのが遅かったせいかR391の潜在能力を引き出すことが出来なかったと語っている。

### ル・マン富士1000km
1999年後半、R391は再びル・マンの統括団体であるフランス西部自動車クラブ（ACO）が支援する招待イベント「ル・マン富士1000km」に参戦した。このレースの勝者は、翌年のル・マン24時間レースへの自動出場権を獲得することができた。日本勢が中心だったため、欧米の大手メーカーチームもほとんどいなかったが、ル・マンでR391を破ったGT-Oneを投入したトヨタとの競争は続いていた。R391は先の問題を改善すべく、吸気口の位置をロールバー付近にまで高め、その他のトラブルの対策をした上でパドルシフトも装備するなど、大幅な改良を施した。

#### 予選
11月6日11時から公式予選が開始した。R391は数周の確認走行ののち予選用タイヤに交換し、前日までのテスト走行のベストラップを上回る1分16秒988をマーク。早々とトップポジションを獲得したことで、ドライバーの士気も高まっていた。さらなるタイムアップを図るためピットインしたが、コースではトラブルを起こした他車がオイルを撒き、20分も予選が中断した。解除後、再度コマスがタイムアタックを目指すも、この間にトヨタ・GT-Oneが1分16秒846のタイムを出して、トップの座を奪った。
14時50分から行われた午後のセッションでは、まず影山正美と本山がそれぞれ7周づつ走行し、コマスと交代した。コマスはソフトタイヤでコースインして1分17秒049までタイムを詰めたが、予選開始38分後に第1コーナーで他車のクラッシュが発生し、再び赤旗走行中止となった。クラッシュ車両を排除した後予選は再開し、またしてもGT-Oneが1分16秒349のベストラップを出した。これを受け、コマスは1分16秒814のタイムを記録するが、それ以上のタイムアップが叶わず、0.465秒差で予選2位のポジションが確定した。こうしてポールポジションこそは獲得できなかったものの、2度も同じ土俵で戦うGT-Oneと互角にタイム争いを演じたことは、チームのモチベーションアップに充分貢献した。

#### 決勝
11月7日、8時から30分間のフリー走行が行われた。R391は終始トップタイムをキープしていた。フリー走行でのベストタイムはいずれも、1分20秒前後であった。タイム差の激しい車両を縫っての走行にもかかわらず、ほぼ同等のラップタイムで周回できることを示した。
10時45分には前回と同様にコマスがスターティンググリッドについたが、同時に突然小雨が降り出した。NISMOチームは、スタート直前に西の空が明るくなったためスリックタイヤのままスタートさせた。
1周目では21号車のマクラーレン・F1 GTR、61号車のBMW・V12 LMRに先行を許してしまうが、6周目に2番手に戻り、徐々に乾いていく路面状況に合わせてラップタイムを上げていった。トップのGT-Oneには約20秒の差をつけられたが、ラップタイムはほぼ互角だったことでフリー走行同様のペースでレース序盤を周回した。39周目に1回目のピットインを行うが、給油のみでドライバーチェンジもタイヤ交換も行わず、約30秒でレースに戻った。これが効を奏し、43周目にGT-Oneがピットインし、ドラバー交代とタイヤ交換をしているうちにその差を縮め、ピットアウトした時には12秒の差が開いたことで、レースをリードすることとなった。その後、トラブル車両排除のためペースカーが入り、約15秒にも開いていた差は、コーション解除時には約2秒に縮められてしまう。
ところが、約9秒差をつけた59周目、GT-Oneがコーション時の追い越し禁止違反でペナルティを課せられたため、差を1周以上離して堂々トップのポジションをゲットした。そして80周目に2回目のピットイン。影山にバトンタッチした際にはタイヤ交換も行い、約60秒でピットアウトしたが、それでもGT-Oneとは1分16秒もの開きがあった。
その後も順位を維持し続け、トラブル続きのトヨタ側に対して日産側はノートラブルで快調だった。こうしてR391がGT-Oneを約4分10秒もの差をつけ、日産は前回の雪辱を果たし堂々優勝を果たした。これにより次回のル・マン24時間レースの予備予選免除、決勝出場権を手に入れた。

## その後
富士での日産の勝利により、翌年もNISMOの手によるル・マン参戦が計画されていた。しかしこの当時、日産本社は経営不振に陥っていたことから新リーダーのカルロス・ゴーンの下で再建を試みていたため、モータースポーツプログラムはもはやコストに見合わないと判断した。1995年以降、スポーツカー・プログラムでの勝利は1回のみであったため、2000年初頭にプロジェクトを直ちに終了することが決定された。ル・マンへの参戦は辞退して取りやめとなり、以後15年間参戦は行われなかった。こうして日産のモータースポーツ・プログラムは全日本GT選手権のみに絞られることになった。
2005年、日産はル・マン耐久シリーズと同年の24時間レースに、イギリスのスポーツカーレーシングチームであるロールセンター・レーシングをサポートすることになり、スポーツカーレースに復帰した。しかし、このマシンでの受賞はできなかったことから、日産はすぐに撤退した。
車両自体は役目を終えてからも自走可能な状態で現存しており、2014年11月30日に富士スピードウェイで行われた「NISMOフェスティバル 2014」ではレーシングイベントエリアでデモランが行われていた。また、「Road to Le Mans 2015」ではかつてル・マンに出場した本山が、R91CPやR380とともにドライブした。ちなみに、同イベント内にて本山は当時を振り返り、ル・マンの300km以上あるストレートでも安定して速く走れるので面白いという旨を語った。